# Битва на реке Воже
Битва на реке Воже — сражение между русской ратью Дмитрия Донского под командованием Дмитрия Боброка-Волынского и войском Золотой Орды под командованием мурзы Беги́ча (Беги́ша), произошедшее 11 августа 1378 года, на Успение Богородицы), близ города Глебова (ныне село Глебово-Городище в Рыбновском районе Рязанской области).
Со стороны ордынских войск в сражении участвовали следующие военачальники, мурзы, нойоны и темники: Бегич (Бегичка), Хазибей, Кавергуй, Карабулук, Кострук (Костров). Численность ордынских войск историки оценивают от 10 тыс. до 50 тыс. человек.
Со стороны русских войск: великий князь Владимирский, Московский и Новгородский Дмитрий Иванович, князья Дмитрий Михайлович Боброк-Волынский и Даниил Владимирович Пронский, окольничий Тимофей Васильевич Вельяминов, и др.

## Предпосылки
Весной 1376 года русское войско во главе с Дмитрием Михайловичем Боброком-Волынским вторглось на среднюю Волгу и разбив Булгарское войско, взяло откуп 5000 рублей с мамаевых ставленников и посадило там русских таможенников.
В 1376 году перешедший на службу к Мамаю с левобережья Волги хан Синей Орды Арапша (Араб-Шах) разорил Новосильское княжество, избегнув столкновения с вышедшим за Оку московским войском, в 1377 году на реке Пьяна разгромил не успевшее подготовиться к битве московско-суздальское войско, разорил Нижегородское и Рязанское княжества. После успешного набега Арапши на русское пограничье в следующем году Мамай двинул войско на самого Дмитрия Московского, поставив в его главе опытного полководца мурзу Бегича (Бегиша).

## Ход битвы
На реке Воже, притоке Оки, Дмитрию после успешной разведки планов противника удалось перекрыть брод, по которому татары собирались совершить переправу, и занять удобную боевую позицию на холме. Построение русских имело форму дуги; флангами руководили окольничий Тимофей Вельяминов и князь Данила Пронский (по другой версии, Андрей Полоцкий).

Бегич не решился переходить реку на виду у русского войска и, по словам летописца, «стоял много дней». Тогда Дмитрий Иванович сам решил отойти от реки, «отдать берег» ордынцам, чтобы вынудить их к «прямому бою». Бегич попался в расставленную западню.

По версии историка военного искусства Е. А. Разина, ордынцы так и не смогли переправиться через реку, блокированную русскими, и сделали это на флангах, а затем ударили с севера. В любом случае, натиск татарской конницы был отбит, и русские, сражавшиеся в полукруговом строении, перешли в контрнаступление. Согласно летописцу, ордынцы не выдержали и «побежали за реку за Вожу, побросав копья свои, и наши вслед за ними, погнавшись, их били, секли, кололи и напополам рассекали, и убили их множество, а иные в реке утонули». Дальнейшего преследования и полного разгрома отступавшим удалось избежать благодаря наступлению темноты. На следующее утро был сильный туман, и только после того, как он рассеялся, русское войско форсировало реку и захватило брошенный ордынцами обоз. В битве погибли четверо ордынских князей и сам Бегич.

## Последствия
Битва на Воже стала первой серьёзной победой войск Северо-Восточной Руси над большим войском Золотой Орды и имела большое психологическое значение. Была ликвидирована военная угроза нападения ордынцев в глубь Северо-Восточной Руси, Рязанского и Пронского княжеств. Она продемонстрировала уязвимость татарской конницы, которая не выдержала стойкой обороны и решительных ответных ударов. Для Мамая поражение на Воже от князя Дмитрия Ивановича стало серьёзным ударом, после которого он стал стремительно терять своё положение в пользу Тохтамыша, а также причиной разорения Рязанского княжества в 1379 году и похода на самого Дмитрия Ивановича в 1380 году, с существенным привлечением наёмников. Есть известие, будто советники Мамая говорили ему: «Орда твоя оскудела, сила твоя изнемогла; но у тебя много богатства, пошли нанять генуэзцев, черкес, ясов и другие народы».

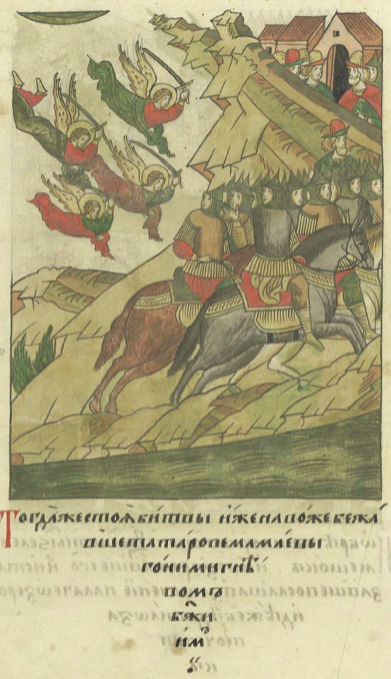
Татары бегут с поля боя у реки Вожи, гонимые гневом Божьим

Высокую оценку битве на реке Воже дал в своих «Хронологических выписках» Карл Маркс:

«11 августа 1378 года Дмитрий Донской совершенно разбил монголов на реке Воже (в Рязанской области). Это первое правильное сражение с монголами, выигранное русскими»
Существует версия (В. А. Кучкин), согласно которой рассказ о благословении Сергием Радонежским Дмитрия Донского на борьбу с Мамаем относится не к Куликовской битве, а именно к битве на реке Воже, и уже впоследствии при составлении жития святого отнесён к Куликовской битве, как к более значимому событию. Среди погибших в битве на Воже упоминается Дмитрий Монастырёв, о гибели которого известно также в Куликовской битве.
В отместку за поражение ордынского войска на Воже, где приняли участие рязанские войска под командованием Даниила Владимировича Пронского, Мамай уже в сентябре 1378 года предпринял поход и разорил Переяславль-Рязанский, Дубок и их волости.

## Погибли
- Дмитрий Александрович Монастырёв[12] (либо в Куликовской битве[13]).
- Назар Данилович Кусаков.

## Памятники

Глебово-Городище. Успенский храм

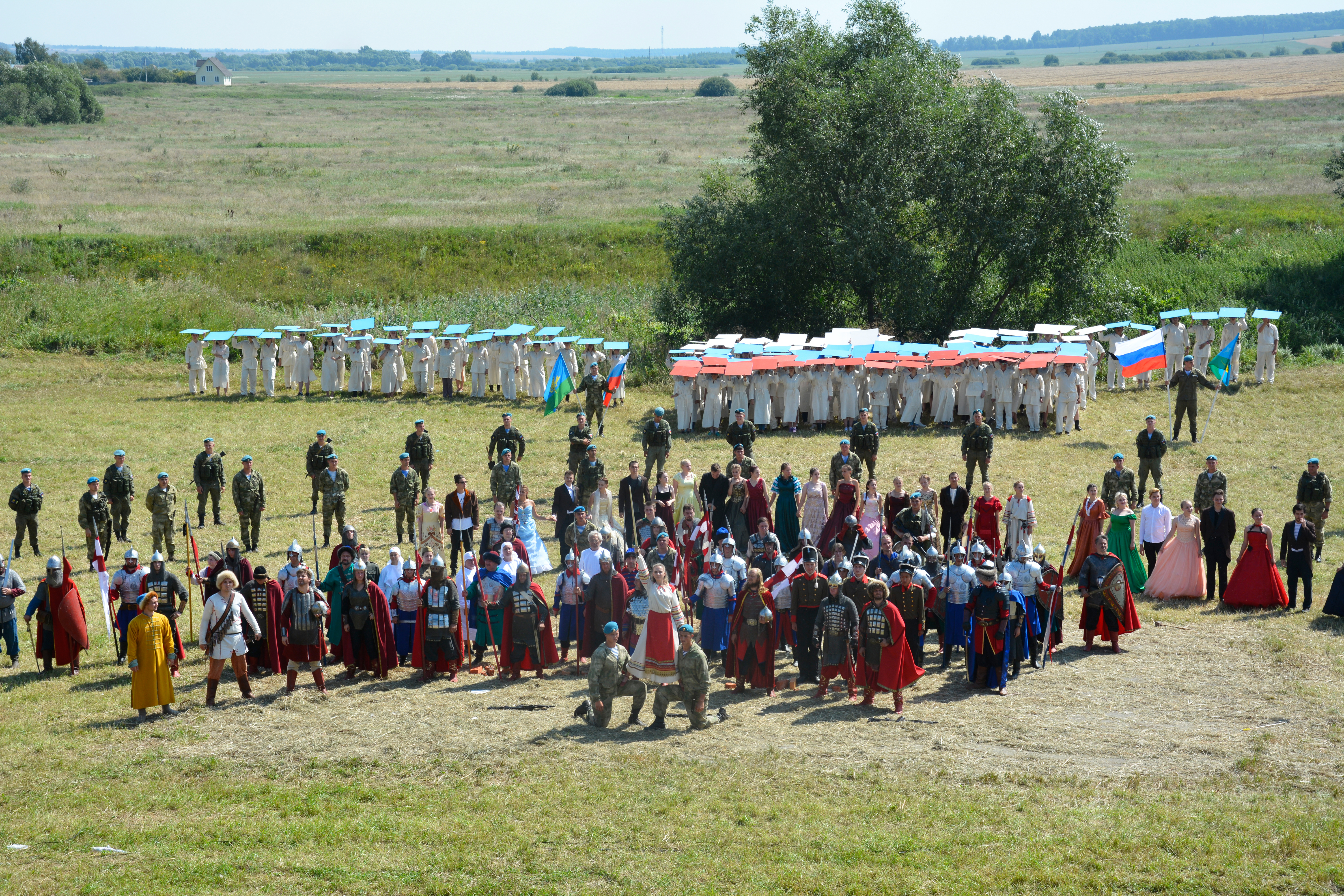
XVI Межрегиональный военно-исторический фестиваль «Битва на Воже»

- В селе Глебово-Городище, неподалёку от реки Вожи установлен памятник защитникам русской земли, представляющий собой воткнутые в землю пики с установленными на них с трёх сторон щитами, на которых располагаются гербы Рязанского, Московского и Пронского княжеств, смотрящие каждый в сторону своей земли. Надпись на пьедестале гласит:

Отвагой наших предков мы горды

Победа нам была всего дороже

Когда впервые полчища Орды

Разбила Русь на легендарной Воже.
- Ежегодно в начале августа на месте сражения проходит праздник «Битва на реке Вожа», в ходе которого силами исторических клубов проводится реконструкция битвы. Этому предшествует фестиваль исторических клубов «Вожская битва»
- В честь победы русского войска Димитрием Донским были заложены два Успенских храма. Один — прямо на месте сражения среди валов Глебова-Городища, вторым стал кафедральный собор в Коломне.